# Moulay Haddou
Moulay Haddou (ur. 14 czerwca 1975 w Oranie) – algierski piłkarz grający na pozycji obrońcy.

## Kariera klubowa
Haddou pochodzi z miasta Oran. Karierę piłkarską rozpoczął w tamtejszym klubie ASM Oran. W 1992 roku zadebiutował w jego barwach w pierwszej lidze algierskiej. W 1993 roku odszedł do innego klubu z Oranu, MC Oran. Swoje pierwwsze sukcesy osiągnął w latach 1995-1997, gdy trzykrotnie z rzędu wywalczył wicemistrzostwo Algierii. W 1997 i 1998 roku wywalczył z MC Oran Arabski Puchar Zdobywców Pucharów. W 1997 roku zdobył też Puchar Algierii. W 1999 roku zdobył Arabski Superpuchar, a w 2000 roku po raz czwarty został wicemistrzem kraju.
Do 2004 roku Haddou był podstawowym zawodnikiem MC Oran i wtedy też odszedł do USM Algier. W stołecznym klubie grał przez 2 lata i w 2005 roku wywalczył swój jedyny w karierze tytuł mistrza Algierii. W 2006 roku wrócił do MC Oran. Grał w nim do końca sezonu 2007/2008 i wtedy też zakończył karierę piłkaską.

## Kariera reprezentacyjna
W reprezentacji Algierii Haddou zadebiutował w 1998 roku. W 2000 roku został powołany do kadry na Puchar Narodów Afryki 2000. Był na nim podstawowym zawodnikiem i rozegrał 3 spotkania: z Gabonem (3:1), z Republiką Południowej Afryki (1:1) i ćwierćfinale z Kamerunem (1:2). W 2002 roku podczas Pucharu Narodów Afryki 2002 także wystąpił trzykrotnie: z Nigerią (0:1), z Liberią (2:2) i z Mali (0:2). Natomiast w 2004 roku w Pucharze Narodów Afryki 2004 był rezerwowym i nie rozegrał żadnego spotkania. Od 1998 do 2004 roku rozegrał w kadrze narodowej 56 spotkań i strzelił 1 gola.